# Orden de Pío IX
La Orden de Pío IX (italiano: Ordine di Pio IX), también conocida como Orden Piana (It: Ordine Piano), es una orden papal de caballería fundada el 17 de junio de 1847 por el papa Pío IX. Desde noviembre de 1993, ha sido concedida también a mujeres. Actualmente, es el máximo honor conferido por la Santa Sede (siendo la Suprema Orden de Cristo y la Orden de la Espuela de Oro actualmente inactivas). 
Originalmente fue fundada por el papa Pío IV en 1560, la concesión de la orden cayó en desuso y fue re-instituida, como una continuación, por el papa Pío IX en 1847.
El rango más alto otorgado por el Papa es el Collar, de oro, concedido a jefes de Estado con ocasión de visitas oficiales a la Santa Sede. La Gran Cruz es la más alta distinción papal dada a hombres y mujeres seglares, a menudo concedida a los embajadores acreditados ante la Santa Sede después de dos años en el puesto así como a católicos excepcionales en el mundo por servicios particulares, principalmente en el campo internacional y por acciones excepcionales para la Iglesia y la sociedad.
El próximo rango es que de Caballero (y ahora Dama) Comendador/a con Estrella, para quienes la placa (la misma que la usada por los Grandes Cruces) puede ser otorgada como distinción más alta. Los rangos más bajos son respectivamente de Caballero o Dama Comendador/a, y de Caballero o Dama. Es concedida a católicos y no-católicos y, de vez en cuando, a no-cristianos.

## Clases
La Orden comprende cinco clases:

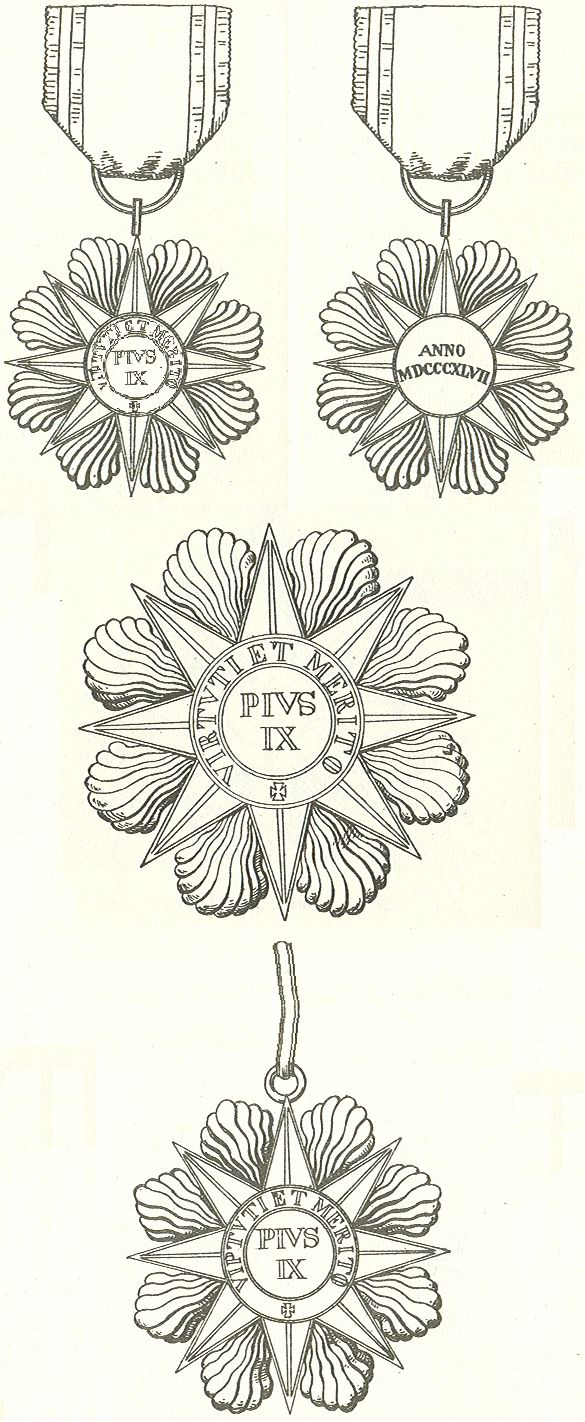
1893 croquis artístico de la medalla.

- Caballeros del Collar (GCCPO / DCCPO): quienes llevan sobre el pecho, espalda y hombros una cadena de oro decorada con la tiara papal y dos palomas, y en el lado izquierdo del pecho una placa grande. Es la más alta condecoración papal activa, y está reservada para jefes de Estado.
- Caballeros / Damas de Gran Cruz (GCPO / DCPO): quienes llevan una ancha cinta de seda azul oscura bordeada con dos franjas rojas y que va desde el hombro izquierdo a la cadera derecha en donde la insignia de la orden se encuentra suspendida de una roseta, y en el pecho una gran placa tachonada de diamantes. Es generalmente otorgada a los embajadores acreditados ante la Santa Sede.
- Caballeros / Damas Comendadores con Estrella (KC*PO / DC*PO): quienes además de la estrella llevan una insignia de diseño más pequeño que aquella que lucen los Caballeros del Grandes Cruces en el pecho.
- Caballeros / Damas Comendadores (KCPO / DCPO): quienes llevan la condecoración pendiente del cuello.
- Caballeros / Damas (KPO / DPO): quienes llevan la estrella en el pecho izquierdo, pendiente de una cinta o galón.

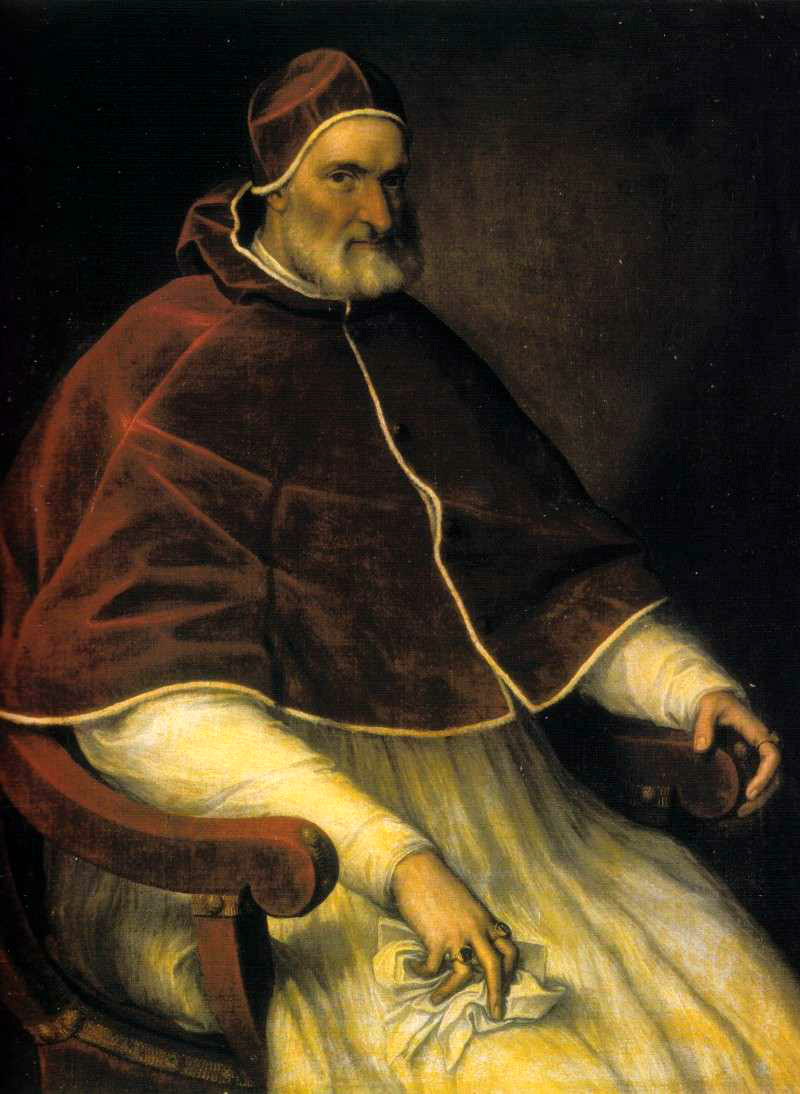
El papa Pío IV, que fundó la primera Orden Piana en 1560.

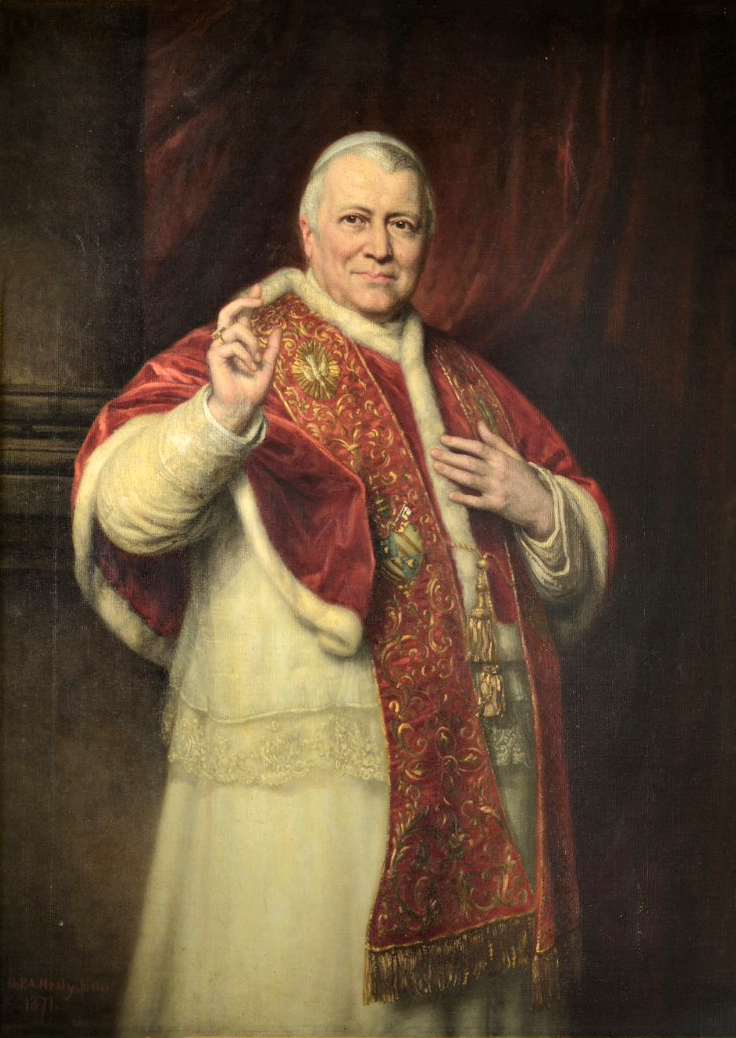
Pío IX re-instituyó la Orden Piana bajo su propio nombre papal y pontificado en 1847.

|           |                      |                                   |                     |                      |
| Caballero | Caballero Comendador | Caballero Comendador con Estrella | Caballero Gran Cruz | Caballero del Collar |

## Insignia y uniforme
La condecoración es un octograma regular (estrella tartésica) cubierta de esmalte azul, los espacios entre los rayos son llenados con llamas doradas. En su centro un medallón blanco con el nombre del fundador rodeado por las palabras Virtuti et Merito ("Virtud y Mérito") grabadas. El anverso es igual salvo por la sustitución del nombre del fundador, Pius IX por el Anno 1847. El uniforme oficial es raramente lucido, consta de un uniforme de corte de color azul oscuro elaboradamente bordado, con charreteras doradas, pantalones blancos, y un bicornio emplumado de blanco.
Los Caballeros del Collar llevan una decorada cadena de oro  sobre el pecho, espalda y hombros, y una estrella (placa de la Orden) en el lado izquierdo del pecho; los Caballeros Grandes Cruces llevan una banda y una estrella (placa) en el lado izquierdo del pecho; los Comendadores llevan alrededor del cuello una cinta de la que pende la insignia; y los Caballeros llevan una insignia más pequeña en el pecho izquierdo del uniforme, pendiente de una cinta o galón.

## Miembros notables

### Casas reales y nobleza
- Juan Carlos I, rey de España, primer canónigo honorario de la Basílica de Santa María la Mayor.
- Alberto II, rey de los belgas.
- Enrique, gran duque de Luxemburgo
- Frey Andrew Bertie, príncipe y gran maestro de la Soberana Orden Militar de Malta.
- Haile Selassie I, emperador de Etiopía.
- Miles Fitzalan-Howard, 17.mo duque de Norfolk, conde mariscal y primer duque de Inglaterra.
- Jean-Pierre Mazery, gran canciller de la Soberana Orden de Malta.
- Enrique Rúspoli, 19.no conde de Bañares
- Conde Herman van Rompuy, Presidente del Consejo Europeo, y Primer ministro de Bélgica.
- Gabriel García Moreno y Morán de Butrón, duque de la Santa Fe (pontificio), expresidente de Ecuador.

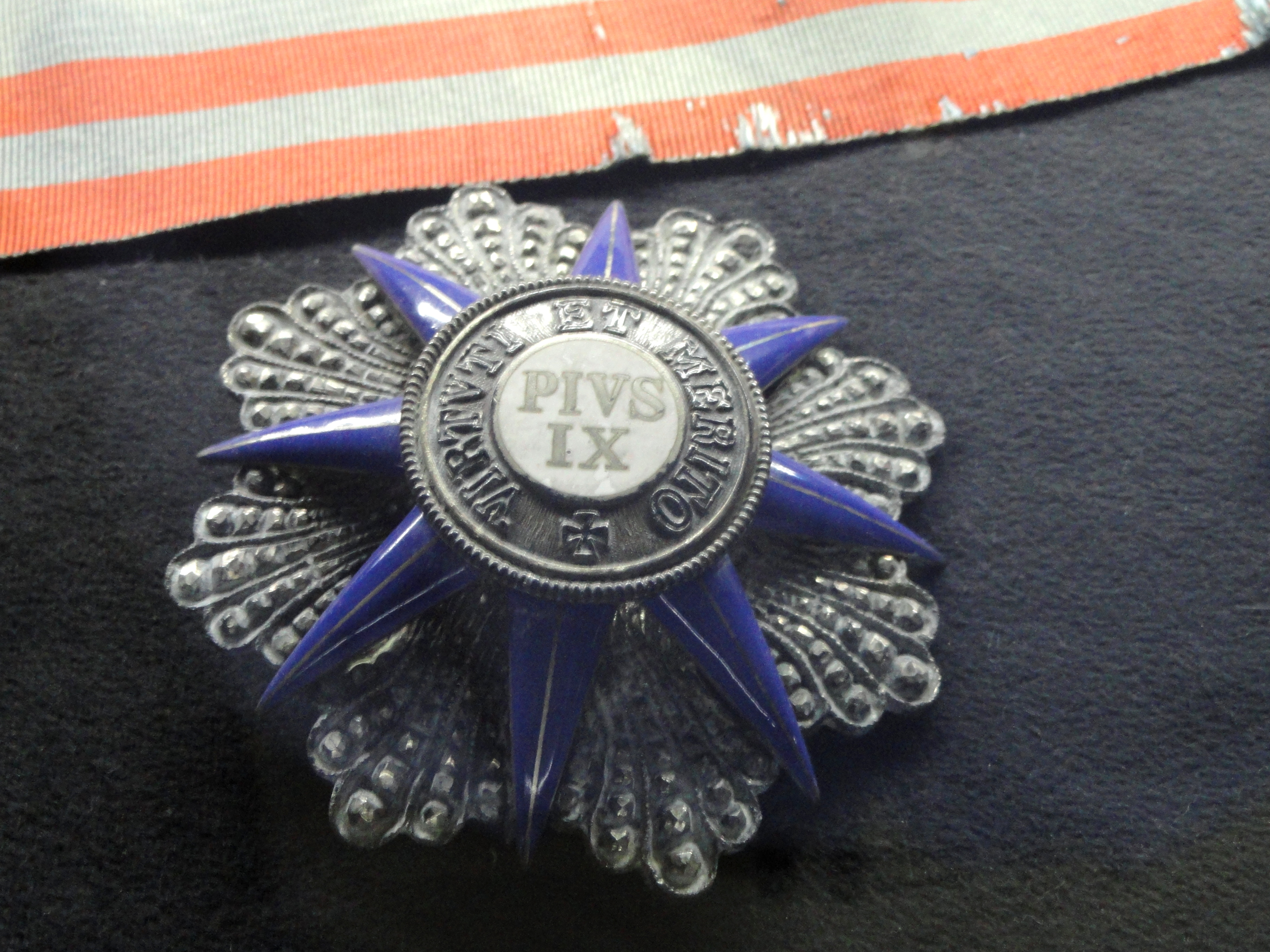
La medalla piana del presidente de Brasil Juscelino Kubitschek, sin restaurar y en exhibición en su monumento memorial.

### Políticos
- Marco Fidel Suárez, expresidente de Colombia, caballero de Primera Clase o Gran Cruz.
- Rafael Núñez, expresidente de Colombia.
- Juan Vicente Gómez, expresidente de Venezuela.[2]
- Pierre Laval, exministro de Asuntos Exteriores y expresidente del Gobierno de Francia.[3]
- Eduardo Frei Montalva, expresidente de Chile[4]
- Arturo Frondizi, Presidente de la Nación Argentina.
- conde Charles de Broqueville, ex primer ministro de Bélgica.
- Konstantinos Stephanopoulos, ex presidente de Grecia.
- Diosdado Macapagal, ex presidente de Filipinas.
- Jacques Chirac, ex presidente de Francia.
- Juscelino Kubitschek, ex presidente de Brasil.
- Carlos Menem, ex presidente de Argentina.
- Dimítris Christófias, ex presidente de Chipre.
- Władysław Grabski, ex primer ministro de Polonia.
- George Papandreou, ex primer ministro de Grecia.
- Virgil C. Dechant, exvicepresidente del Banco Vaticano y caballero supremo de los Caballeros de Colón.
- Marcelo Rebelo de Sousa, actual presidente de Portugal.

### Diplomáticos ante la Santa Sede
- María del Carmen de la Peña Corcuera, embajadora de España ante la Santa Sede.
- Lindy Boggs, exmiembro del Congreso de Estados Unidos, y exembajadora ante la Santa Sede.
- Armando Loaiza Mariaca, exministro de Relaciones Exteriores y Culto de Bolivia, y exembajador ante la Santa Sede.
- Thomas Patrick Melady, exembajador de los Estados Unidos ante la Santa Sede.
- Raymond Flynn, exalcalde de Boston, y exembajador de los Estados Unidos ante la Santa Sede.

- William A. Wilson, exembajador de los Estados Unidos ante la Santa Sede.
- Frank Shakespeare, exembajador de los Estados Unidos ante la Santa Sede.
- Daniel Ramada Piendibene, exembajador de Uruguay ante la Santa Sede.
- Mercedes Arrastia Tuason, embajadora de Filipinas ante la Santa Sede.
- Khétévane Bagratión de Moukhrani, embajador de Georgia ante la Santa Sede.